# Puzzeltijd Interactive
Puzzeltijd interactive is een interactief programma dat wordt uitgezonden op de Nederlandse zender RTL 4.
"Puzzeltijd Interactive" werd vanaf 3 juli 2006 uitgezonden als de opvolger van de reguliere versie van "Puzzeltijd". Het verschil tussen deze twee is dat bij Interactive geen studiokandidaten het meer tegen elkaar opnemen maar de presentatrice alleen belopgaves speelt met de mensen thuis. Puzzeltijd Interactive werd gepresenteerd door Sanne Heijen (juni 2006).
Het programma werd elke werkdag uitgezonden om 12.55 op RTL 4